# Hoàng Bình Quân
Hoàng Bình Quân (sinh ngày 16 tháng 6 năm 1959) là một chính trị gia Việt Nam. Ông hiện là Chủ tịch danh dự Hội Doanh nhân trẻ Việt Nam. Ông từng là Đại biểu Quốc hội Việt Nam khóa IX, khóa XI, khóa XIII, khóa XIV thuộc đoàn đại biểu quốc hội tỉnh Tuyên Quang.
Trong Đảng Cộng sản Việt Nam, ông từng là Trưởng Ban Đối ngoại Trung ương Đảng Cộng sản Việt Nam, Ủy viên Ban Chấp hành Trung ương Đảng Cộng sản Việt Nam khóa IX, X, XI, XII. Ông từng là Bí thư thứ nhất Trung ương Đoàn Thanh niên Cộng sản Hồ Chí Minh khóa VII, khóa VIII.
Ông là lãnh đạo Trung ương Đoàn duy nhất cho đến nay từng giữ cả năm vị trí: Bí thư thứ nhất Trung ương Đoàn (2001–2005), Chủ nhiệm Ủy ban Quốc gia về Thanh niên Việt Nam (2001–2005), Chủ tịch Hội Liên hiệp Thanh niên Việt Nam (2003–2005), Chủ tịch Hội Sinh viên Việt Nam (1997–2003) và Chủ tịch Hội đồng Đội Trung ương (1994–1997).

## Xuất thân
Ông sinh ngày 16 tháng 6 năm 1959, quê quán ở xã Tự Tân, huyện Vũ Thư, tỉnh Thái Bình, dân tộc Kinh, không theo tôn giáo nào. Ông hiện cư trú ở Nhà B5, khu biệt thự 130 Đốc Ngữ, Vĩnh Phúc, quận Ba Đình, Hà Nội.

## Giáo dục
- Giáo dục phổ thông: 10/10 phổ thông
- Cử nhân Ngoại ngữ
- Cao cấp lí luận chính trị
- Ngoại ngữ: tiếng Trung, tiếng Anh

## Sự nghiệp
- Ngày vào Đảng: 30/01/1984; ngày chính thức: 30/7/1985.
- Là đại biểu Quốc hội các khóa IX, XI, XIII
- Từ tháng 11/1981 đến tháng 11/1991: Cán bộ Huyện đoàn, Phó Bí thư rồi Bí thư Huyện đoàn, huyện ủy viên huyện Vũ Thư, tỉnh Thái Bình; Ủy viên Ban Chấp hành Trung ương Đoàn Thanh niên Cộng sản (TNCS) Hồ Chí Minh.
- Từ tháng 12/1991 đến tháng 5/1993: Đại biểu Quốc hội khóa IX, Tỉnh ủy viên, Phó Bí thư rồi Bí thư tỉnh đoàn Thái Bình, Ủy viên Ban Thường vụ Trung ương Đoàn TNCS Hồ Chí Minh.
- Từ tháng 6/1993 đến tháng 8/1994: Ủy viên Ban Thường vụ Trung ương Đoàn, Phó Chủ tịch Thường trực Hội đồng Đội Trung ương, Trưởng ban công tác Thiếu nhi Trung ương Đoàn.
- Từ tháng 9/1994 đến tháng 12/1996: Bí thư Trung ương Đoàn, Chủ tịch Hội đồng Đội Trung ương.
- Từ tháng 1/1997 đến tháng 6/2001: Bí thư Thường trực Trung ương Đoàn, Bí thư Đảng ủy cơ quan Trung ương Đoàn.
- Từ tháng 7/2001 đến tháng 4/2005: Ủy viên Ban Chấp hành Trung ương Đảng khóa IX, Đại biểu Quốc hội khóa XI, Bí thư thứ nhất Trung ương Đoàn TNCS Hồ Chí Minh, Chủ tịch Hội Liên hiệp Thanh niên Việt Nam, Chủ tịch Hội Sinh viên Việt Nam, Chủ nhiệm Ủy ban Quốc gia về thanh niên Việt Nam, Bí thư Đảng ủy cơ quan Trung ương Đoàn.
- Từ tháng 5/2005 đến tháng 5/2009: Ủy viên Ban Chấp hành Trung ương Đảng khóa IX, X; Bí thư Tỉnh ủy Tuyên Quang.
- Từ tháng 6/2009 đến 3/2021: Ủy viên Ban Chấp hành Trung ương Đảng khóa X, khóa XI, khóa XII; Trưởng ban Đối ngoại Trung ương; Đại biểu Quốc hội khoá XIII.
- Từ tháng 10/2022 đến nay: Được Ban Bí thư Trung ương Đảng đồng ý, Uỷ ban Trung ương Hội Doanh nhân trẻ Việt Nam (khoá VII) suy tôn là Chủ tịch danh dự Hội Doanh nhân trẻ Việt Nam.

## Tặng thưởng
- Huân chương Lao động hạng Nhì năm 2007;
- Bằng khen của Thủ tướng Chính phủ năm 2011, 2014.